# Kościół Podwyższenia Krzyża Świętego w Miłostowie
Kościół Podwyższenia Krzyża Świętego w Miłostowie – rzymskokatolicki kościół filialny należący do parafii św. Michała Archanioła w Kwilczu (dekanat międzychodzki archidiecezji poznańskiej).
Budowla znajduje się w zachodniej części wsi. Jest to świątynia wzniesiona w stylu neogotyckim w 1902 roku jako kościół ewangelicki. Obiekt był remontowany w latach 40. i 80. XX wieku.